# Szürkefejű albatrosz
A szürkefejű albatrosz (Thalassarche chrysostoma) a madarak (Aves) osztályának viharmadár-alakúak (Procellariiformes) rendjébe és az albatroszfélék (Diomedeidae) családjába tartozó faj.

## Előfordulása

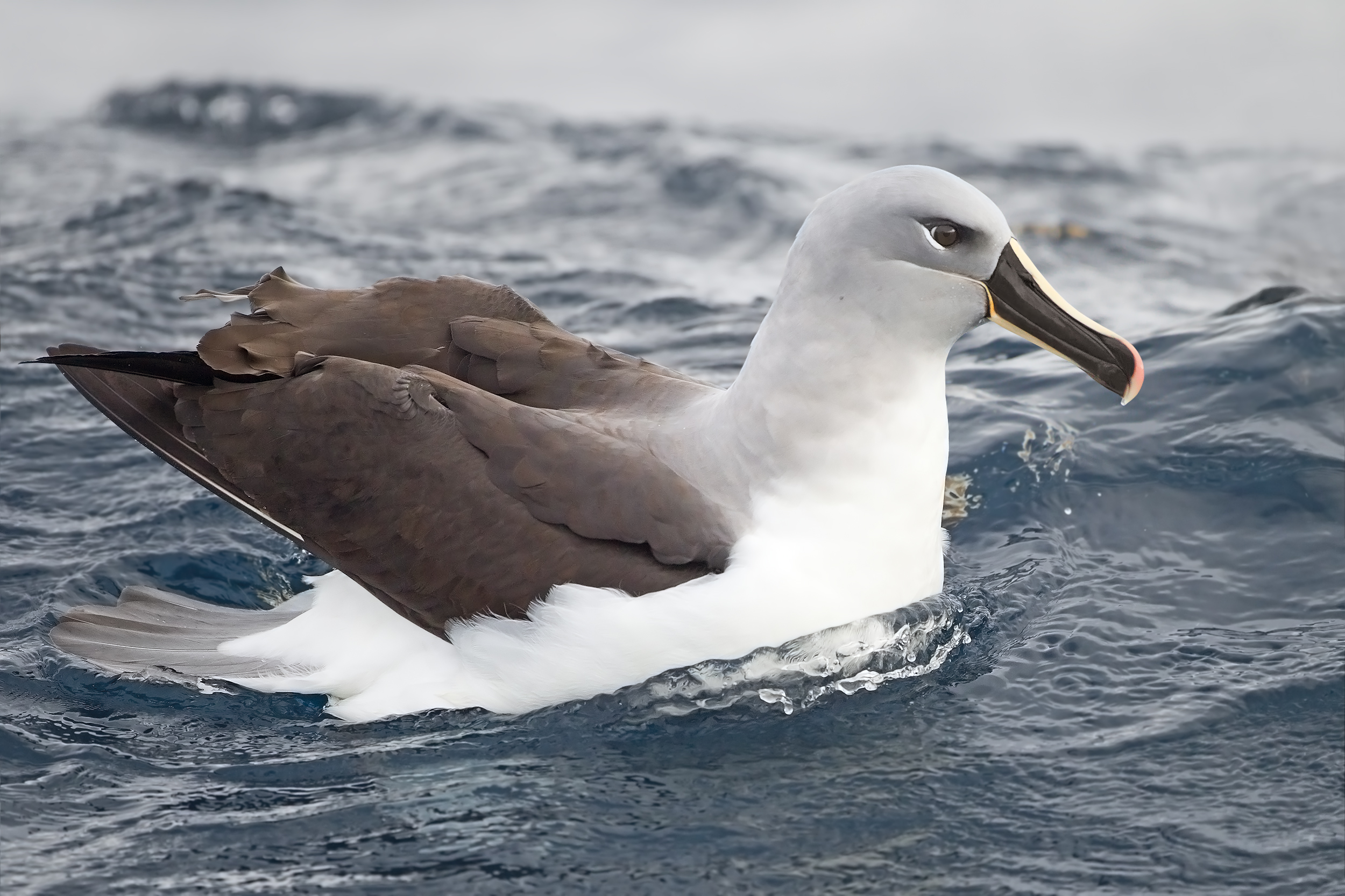
Táplálékot keresve

A szürkefejű albatrosz előfordulási területe a déli félgömb, főleg az Antarktisz part menti részei és az ezt körülvevő Déli-óceán, valamint az ide nyúló kontinensek legdélebbi részei és az óceánba tartozó szigetek.
A következő országokban és szigeteken őshonos: Antarktisz, Argentína, Ausztrália, Brazília, Chile, a Falkland-szigetek, a Francia déli és antarktiszi területek, a Heard-sziget és McDonald-szigetek, Namíbia, Új-Zéland; Szent Ilona, Ascension és Tristan da Cunha, a Dél-afrikai Köztársaság, Déli-Georgia és Déli-Sandwich-szigetek és Uruguay. Angolában és Panamában ritka kóborló.
A világon körülbelül 250 000 szürkefejű albatrosz létezik, ezekből kétévente, körülbelül 96 000 példány a Déli-Georgia szigeteken költ.

## Megjelenése

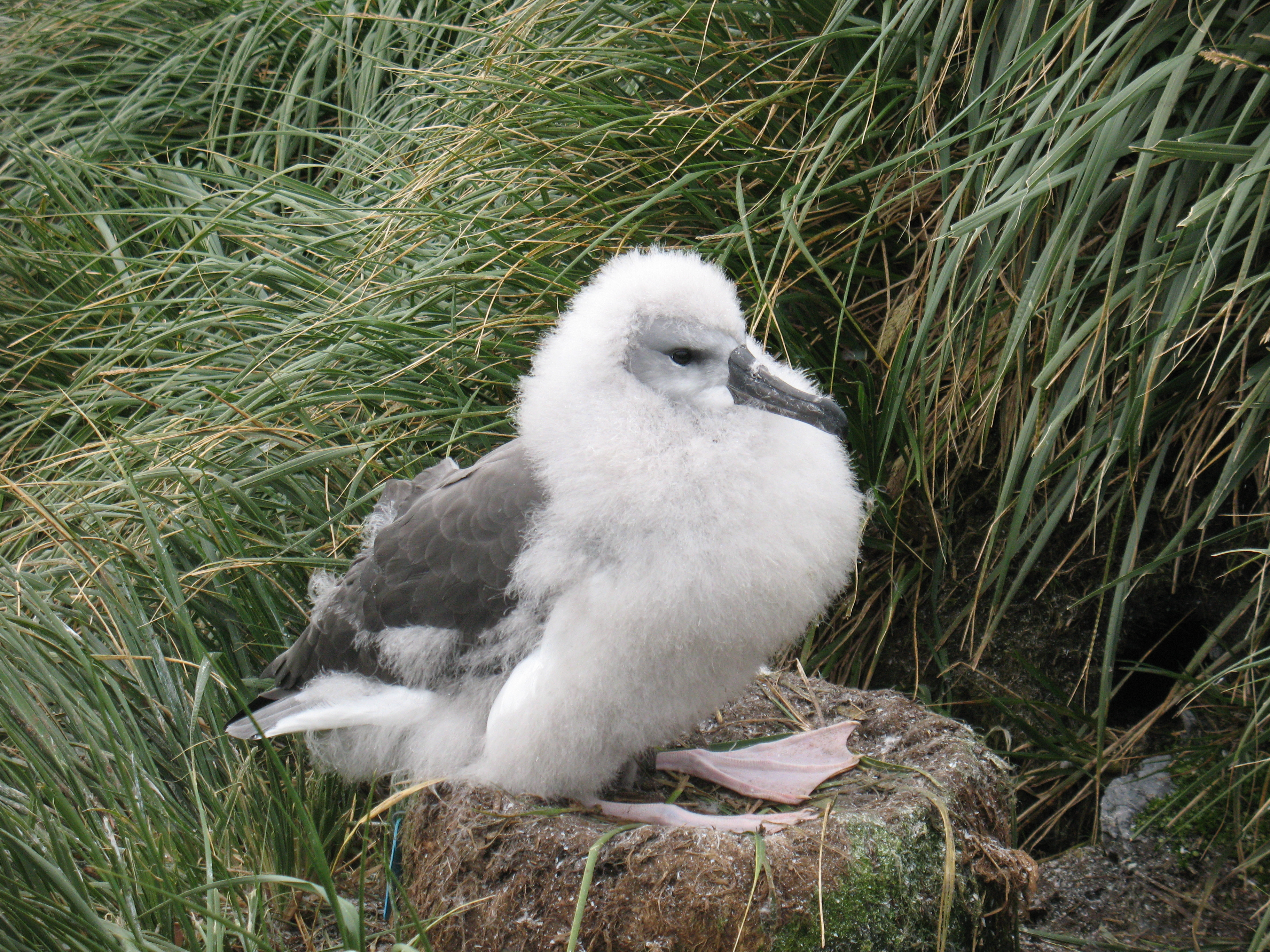
Fiatal példány

Ez a madárfaj 81 centiméter hosszú. Kisméretű albatroszfaj, amelynek feje, torka és tarkója hamuszürke színű. Szárnyainak felső része, háta és farka feketés árnyalatúak. Farka alatt fehér a tollazat. Szeme mögött fehér félhold alakú sáv húzódik. Fekete csőrét felül és alul sárga csík szegélyezi, amely a csőr végén narancssárgába vált át. A madár testének alsó részei fehérek. A fiatal madár sötétebb, mint a felnőtt; csőre és feje feketék, a szem mögötti fehér félhold alakú sáv nem látszik. Szárnyának alsó része sem fehér.

## Életmódja
Ennek a madárnak a táplálékát nagy részben az élőhelye határozza meg. Főleg fejlábúakkal és halakkal táplálkozik, de rákokat és ingolaféléket is fogyaszt. Sőt a zsinóros halászatban használt csalikat is megenné, de emiatt rengeteg madár elpusztul. Főleg a felszínen táplálkozik, de ha muszáj, akkor 6 méter mélyre is lemerülhet.

## Szaporodása
A szürkefejű albatrosz csak kétévente költ. A madár szeptemberben és kora októberben felkeresi a költőkolóniát, októberben lerakja tojását, amelyből decemberben már kikel a fióka. A fiatal madár áprilisban vagy májusban hagyja el a fészket. Leghamarabb 3, de általában 6-7 év múlva tér ide vissza, de általában csak 12-13 évesen költ először.

## Képek

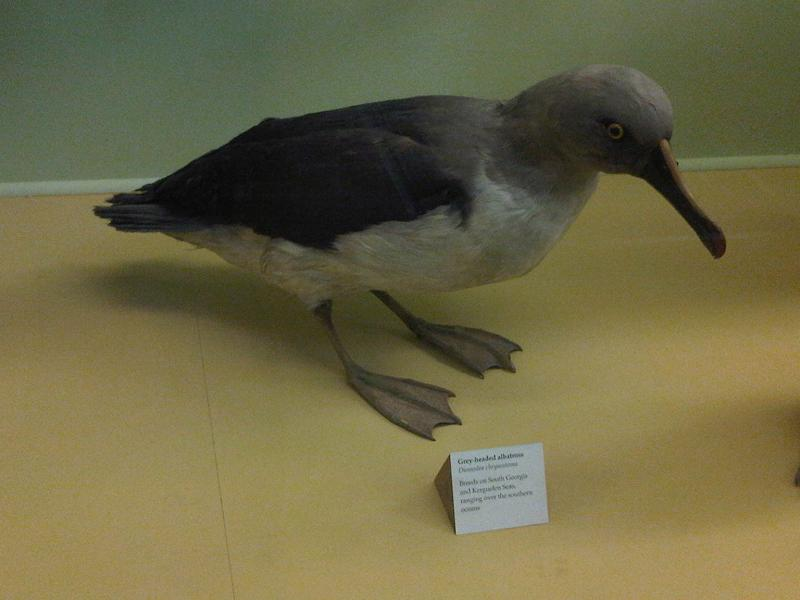
Kitömött példány
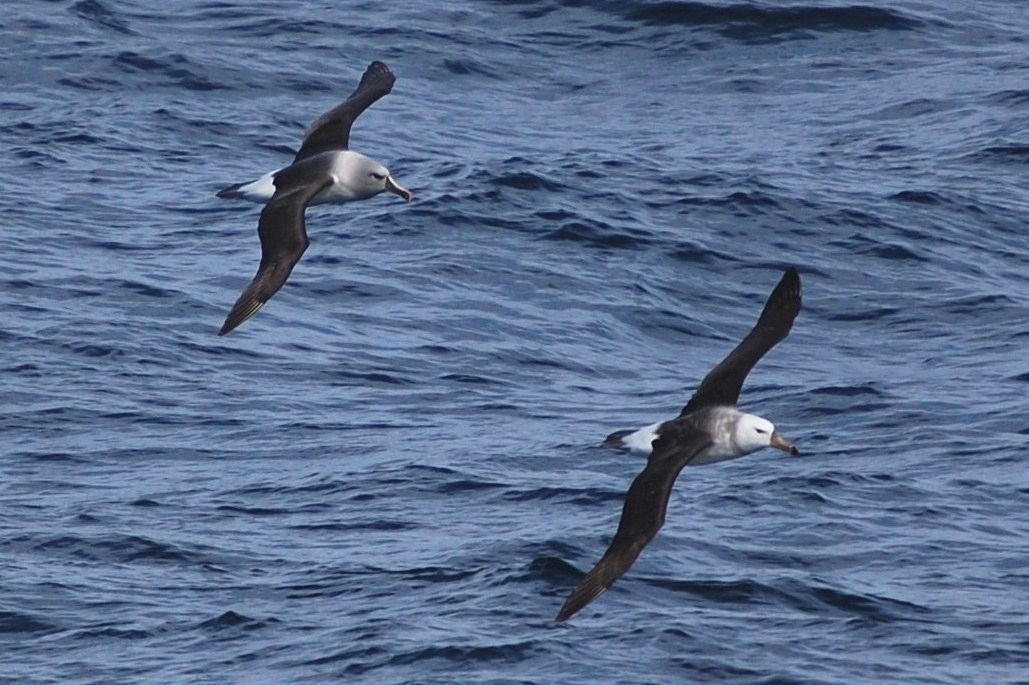
Szürkefejű albatroszok
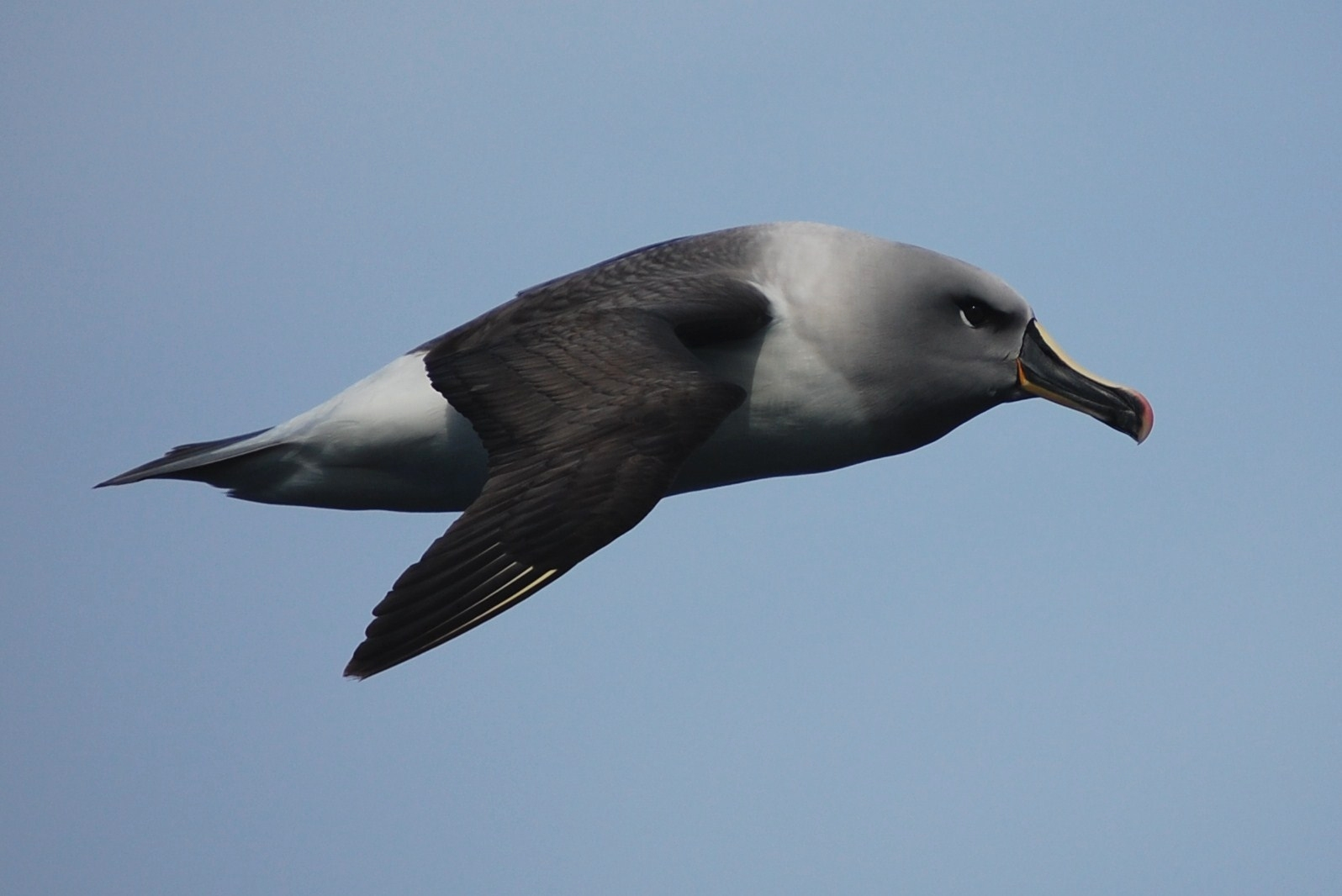
Repülés közben